# Sinope (mitologia)
Sinope foi uma das poucas mulheres que desprezaram Júpiter (Zeus), enquanto a cortejava.